# Esteban Andrada
Esteban Maximiliano Andrada (ur. 26 stycznia 1991 w San Martín) – argentyński piłkarz występujący na pozycji bramkarza, reprezentant Argentyny, od 2021 roku zawodnik meksykańskiego Monterrey.